# Didier Lamkel Zé
Didier Lamkel Zé (ur. 17 września 1996 w Bertoua) – kameruński piłkarz grający na pozycji lewego pomocnika.

## Kariera piłkarska
Swoją karierę piłkarską Lamkel Zé rozpoczął w 2014 roku w klubie Lille OSC. W 2015 roku zaczął grać w rezerwach tego klubu. Zadebiutował w nich 21 października 2015 wygranym 2:1 wyjazdowym meczu z AS Marck. W rezerwach Lille grał do końca sezonu 2015/2016.
W 2016 roku Lamkel Zé przeszedł do Chamois Niortais FC z Ligue 2. Zadebiutował w nim 5 sierpnia 2016 w zremisowanym 1:1 wyjazdowym meczu ze Stade Lavallois. W debiucie zdobył gola. W Niort występował przez dwa sezony.
Latem 2018 roku Lamkel Zé przeszedł do belgijskiego klubu Royal Antwerp FC. Swój debiut w Royalu zaliczył 4 sierpnia 2018 w zremisowanym 0:0 domowym meczu z KV Kortrijk. Premierowego gola na belgijskich boiskach strzelił 4 listopada 2018 w wygranym 2:0 wyjazdowym spotkaniu ze Standardem Liège. 1 sierpnia 2020 zdobył z Royalem Puchar Belgii (wystąpił w wygranym 1:0 finale z Club Brugge).
W 2021 roku Lamkel Zé został wypożyczony do słowackiego DAC Dunajská Streda, w którym zadebiutował 12 września 2021 w zremisowanym 1:1 domowym meczu ze Slovanem Bratysława.
| Sezon   | Klub                  | Kraj    | Rozgrywki       | Mecze | Gole |
| ------- | --------------------- | ------- | --------------- | ----- | ---- |
| 2015/16 | Lille OSC B           | Francja | CFA 2           | 6     | 1    |
| 2016/17 | Chamois Niortais FC   | Francja | Ligue 2         | 24    | 3    |
| 2016/17 | Chamois Niortais FC B | Francja | CFA 3           | 5     | 2    |
| 2017/18 | Chamois Niortais FC   | Francja | Ligue 2         | 31    | 7    |
| 2017/18 | Chamois Niortais FC B | Francja | CFA 3           | 6     | 3    |
| 2018/19 | Royal Antwerp FC      | Belgia  | Eerste klasse A | 27    | 4    |
| 2019/20 | Royal Antwerp FC      | Belgia  | Eerste klasse A | 25    | 6    |
| 2020/21 | Royal Antwerp FC      | Belgia  | Eerste klasse A | 21    | 8    |

## Kariera reprezentacyjna
W reprezentacji Kamerunu Lamkel Zé zadebiutował 13 listopada 2019 roku w zremisowanym 0:0 meczu kwalifikacji do Pucharu Narodów Afryki 2021 z Republiką Zielonego Przylądka.